# Резистивіметрія
Резистивіметрія (рос. резистивиметрия, англ. resistivimetry, нім. Resistivimetrie f, Messung f des Spülungswiderstandes) — вимірювання питомого електричного опору бурового розчину та інших рідин, що заповнюють свердловину. Застосовується для визначення місць припливу пластової рідини в свердловину, рівня бурового розчину і флюїдів, мінералізації рідини, складу флюїдів при розробці нафтових родовищ, гідрогеологічних дослідженнях, контролі технічного стану свердловин, а також для інтерпретації даних електричного каротажу. Див. резистивіметрія свердловин.

## Резистивіметрія свердловин
РЕЗИСТИВІМЕТРІЯ [СВЕРДЛОВИН] (рос. резистивиметрия [скважин]; англ. [well] resistivimetry; нім. Sondenresistivimetrie f, Messung f des Spülungswiderstandes (der Sonden)) — вимірювання резистивіметром питомого електричного опору (або провідності) рідин (бурового розчину, промивальної, видобувної), що заповнюють свердловину. Результати Р. використовують при порівнянні для інтерпретації електрокаротажних кривих (бокового каротажу тощо), одержаних у різних свердловинах або в одній і тій же свердловині в різний час, при обчисленні істинних питомих опорів порід на основі уявних опорів, при визначенні місця припливу пластової води у свердловину, дослідженні складу суміші у свердловині — гідрофільної (нафта у воді) і гідрофобної (вода в нафті), визначенні водонафтового розділу у свердловині, виділенні в гідрофільному середовищі місць надходження в колону води з різним ступенем мінералізації, рівня бурового розчину та флюїдів, мінералізації рідини, складу флюїдів при розробці нафтових родовищ, гідрогеологічних дослідженнях, контролю технічного стану свердловин.